# Космологический принцип
Космологи́ческий при́нцип — основное положение современной космологии, согласно которому каждый наблюдатель в один и тот же момент времени, независимо от места и направления наблюдения, обнаруживает во Вселенной в среднем одну и ту же картину. Независимость от места наблюдений, то есть равноправие всех точек пространства, называется однородность; независимость от направления наблюдений, то есть отсутствие выделенного направления в пространстве — изотропия (её отсутствие — анизотропия). Отсутствие однородности влекло бы за собой анизотропию, тогда как отсутствие изотропии не обязательно приводит к неоднородности. В то же время наличие изотропии во всех точках пространства ведёт к автоматической однородности.
Впервые термин космологический принцип употребил в 1935 году британский космолог Эдуард Артур Милн. Изначально предположение об однородности и изотропии Вселенной было заложено в основу космологических теорий Альберта Эйнштейна, Виллема де Ситтера, Александра Фридмана, а корни его восходят к натурфилософским системам Джордано Бруно, Рене Декарта, космологическим взглядам Исаака Ньютона.
Космологический принцип выполняется лишь приближённо, на масштабах, значительно превышающих размер скопления галактик. Действительно, нити и стены, войды, скопления и сверхскопления галактик, галактики, звезды, планеты являются отклонениями от однородности Вселенной, поскольку их существование означает, что физические условия в разных точках различны. Однако отклонения от однородности и изотропии не очень важны, если мы перейдём к очень большим масштабам, превышающим примерно несколько сотен миллионов световых лет. Наилучшим доказательством изотропии Вселенной на самых больших масштабах служит очень маленькая величина наблюдаемой анизотропии реликтового излучения — около {\displaystyle 10^{-5}}.

## Описание
В прошлом многие учёные предполагали, что Вселенная устроена иерархически: каждая материальная система входит в состав системы более высокого уровня. Если бы это было так, это означало бы нарушение космологического принципа, поскольку какой бы объём пространства мы бы ни рассматривали, всегда существовало бы выделенное направление — направление к центру ближайшей системы более высокого уровня.
Однако эта точка зрения, по всей видимости, опровергается наблюдательными данными. Самым главным из них является изотропия реликтового излучения. Кроме того, фоновое излучение в рентгеновском диапазоне, испускаемое удалёнными объектами типа квазаров, горячего межгалактического газа и т. д., также показывает высокую степень изотропии. Наконец, хотя близкие галактики концентрируются к плоскости Местного сверхскопления (а ещё более близкие — к скоплению галактик в созвездии Девы), распределение далёких галактик показывает очень высокую степень изотропии.
Непосредственные подсчёты галактик указывают на то, что чем больше характерный размер системы галактик (группы, скопления, сверхскопления), тем слабее эта система выделена из окружающего фона. Например, системы с размером более 100 Мпк имеют плотность, лишь на несколько процентов превышающую среднюю плотность Вселенной. Это как раз и говорит о том, что с увеличением масштаба Вселенная стремится к однородности и изотропии, в полном соответствии с космологическим принципом.
Обычно считается, что переход от структурированности к однородности и изотропии совершается на масштабах порядка полумиллиарда световых лет. Если мы возьмём куб с ребром такого размера, то число звёзд и галактик внутри него окажется примерно одинаковым, в какую бы часть Вселенной мы этот куб ни поместили. В видимой части Вселенной может поместиться несколько тысяч таких кубов. Это значит, что в больших масштабах Вселенная однородна и изотропна, в согласии с космологическим принципом. Однако точный масштаб, на котором происходит переход от мелкомасштабной неоднородности к крупномасштабной однородности, пока окончательно не выяснен.
Уже непосредственно из космологического принципа следуют некоторые важные выводы относительно строения Вселенной. Например, Вселенная как целое не должна вращаться (поскольку ось вращения была бы выделенным направлением), у неё не должно быть центра и пространственной границы (иначе нарушалось бы условие однородности Вселенной).

## Закон Хаббла

Схема, иллюстрирующая независимость закона Хаббла от положения галактики, из которой производится наблюдение. Слева: точка наблюдения — галактика А, справа: точка наблюдения — галактика В.

Законом движения галактик, совместимым с космологическим принципом, является закон Хаббла: лучевая скорость v любой галактики пропорциональна расстоянию r от неё:
{\displaystyle v=Hr,}
где H — коэффициент пропорциональности, называемый постоянной Хаббла. На первый взгляд кажется, что закон Хаббла противоречит космологическому принципу, ведь из него как будто следует, что именно наше местоположение является тем центром, от которого разбегаются все остальные галактики. На самом деле, такое мнение ложно. Если бы мы располагались в любой другой звёздной системе, мы зафиксировали бы точно такой же закон разбегания галактик.
Более того, закон Хаббла является единственным законом разбегания галактик, не противоречащим космологическому принципу. В этом можно убедиться следующим образом. Рассмотрим какую-нибудь геометрическую фигуру, образованную несколькими галактиками. С течением времени эта фигура должна увеличиваться так, чтобы всегда оставаться подобной самой себе (в противном случае расстояния в одном направлении росли бы быстрее, чем в другом, а это противоречит изотропии Вселенной). Поэтому за одно и то же время расстояние до каждой галактики должно возрастать в одно и то же число раз. Пусть галактика А расположена в N раз дальше от произвольно выбранного центра (например, нашей Галактики), чем другая галактика В. Поэтому она и двигаться должна в N раз быстрее, чем галактика B. Другими словами, скорость галактики должна быть пропорциональна расстоянию до неё, о чём и говорит закон Хаббла.
Американский астроном Аллан Сэндидж отметил противоречие: закон Хаббла действует даже внутри «ячейки неоднородности», на расстояниях около 2 Мпк, в то время как переход к однородности Вселенной происходит на расстояниях по меньшей мере в 100 раз больших. Этот парадокс разрешается с привлечением «тёмной энергии», которая обусловливает динамику уже на расстояниях 1,5—2 Мпк и распределена с гораздо большей степенью однородности, чем материя. Впрочем, эта точка зрения разделяется не всеми специалистами.

## Дипольная анизотропия
Ещё в 1970-е годы была открыта дипольная анизотропия реликтового излучения — в направлении созвездия Льва температура этого излучения на 0,1 % выше, чем в среднем, а в противоположном направлении — на столько же ниже. Однако дипольная анизотропия не нарушает космологический принцип, поскольку характеризует не сам микроволновой фон, а наше движение относительно него. Дело в том, что, согласно эффекту Доплера, при сближении приёмника излучения с источником длина волны уменьшается (наблюдается синее смещение), а при удалении — увеличивается (красное смещение). Но длина волны связана с температурой излучения по закону Вина. Поэтому дипольная анизотропия реликтового излучения говорит о том, что Солнце вместе с Землёй и планетами движется относительно этого излучения в сторону созвездия Льва. Скорость этого движения составляет примерно 370 км/с. Поскольку реликтовое излучение является излучением Вселенной в целом, можно сказать, что эти 370 км/с — это скорость Солнца по отношению ко Вселенной в целом. Зная величину и направление скорости вращения Солнца вокруг центра Галактики (220 км/с, направление в сторону созвездия Лебедя), можно вычислить скорость движения Галактики как целого относительно реликтового излучения, которая оказывается равной 620 км/с. Эту нашу пекулярную скорость учитывают при проверке точности закона Хаббла.

## Проблемы
Несмотря на успех теории, вытекающей из космологического принципа, имеются наблюдательные факты, находящиеся в видимом противоречии с космологическим принципом:
- Т. н. «ось зла», обнаруженная в 2006 году — слабая необъяснённая анизотропия реликтового излучения[7].
- Подсчёты галактик показывают неоднородность даже на масштабах свыше 400 млн св. лет[8].
- Наличие преимущественного направления вращения галактик[9][10].
- Существование внегалактических систем огромной протяжённости (громадной группы квазаров с наибольшей длиной в 4 млрд св. лет[11], галактической стены Геркулес — Северная Корона длиной 10 млрд св. лет).
- Анизотропия интенсивностей рентгеновского излучения удаленных групп галактик, что может указывать на неоднородность расширения вселенной в зависимости от направления[12].
- Мегаструктура «Большое кольцо», обнаруженная в 2024 году, не вписывается в космологический принцип[13].

Однако статистическая значимость этих феноменов для космологии пока не ясна — гипотетически предполагается, что они не противоречат глобальной изотропии и однородности, наиболее строго доказываемой малостью флуктуаций реликтового излучения. Однако и в структуре самого реликтового излучения наблюдаются феномены, которые предположительно могут противоречить принципу изотропии. Например, сверхпустота Эридана.